# Subaru 360
Subaru 360 – pierwszy produkowany masowo samochód japońskiej firmy Subaru, należącej do koncernu Fuji Heavy Industries. W założeniu miał być małym pojazdem z silnikiem o pojemności nieprzekraczającej 360 cm³, dostępnym dla przeciętnego obywatela Japonii. Podczas projektowania samochodu dbano o to, by spełniał on wymogi klasy kei car (wymiary nadwozia oraz pojemność silnika). Model był jednym z mniejszych kei carów, pomimo to klasyfikował się nieznacznie wyżej od mikrosamochodów takich jak BMW Isetta, był także pierwszym kei carem posiadającym cztery koła oraz miejsce dla czterech pasażerów. W latach 1958–1971 wyprodukowano 392 000 egzemplarzy modelu.
Nazwa modelu pochodzi od silnika, którego pojemność wynosi 356 cm³ (w zaokrągleniu z nadmiarem – 360 cm³).

## Silnik

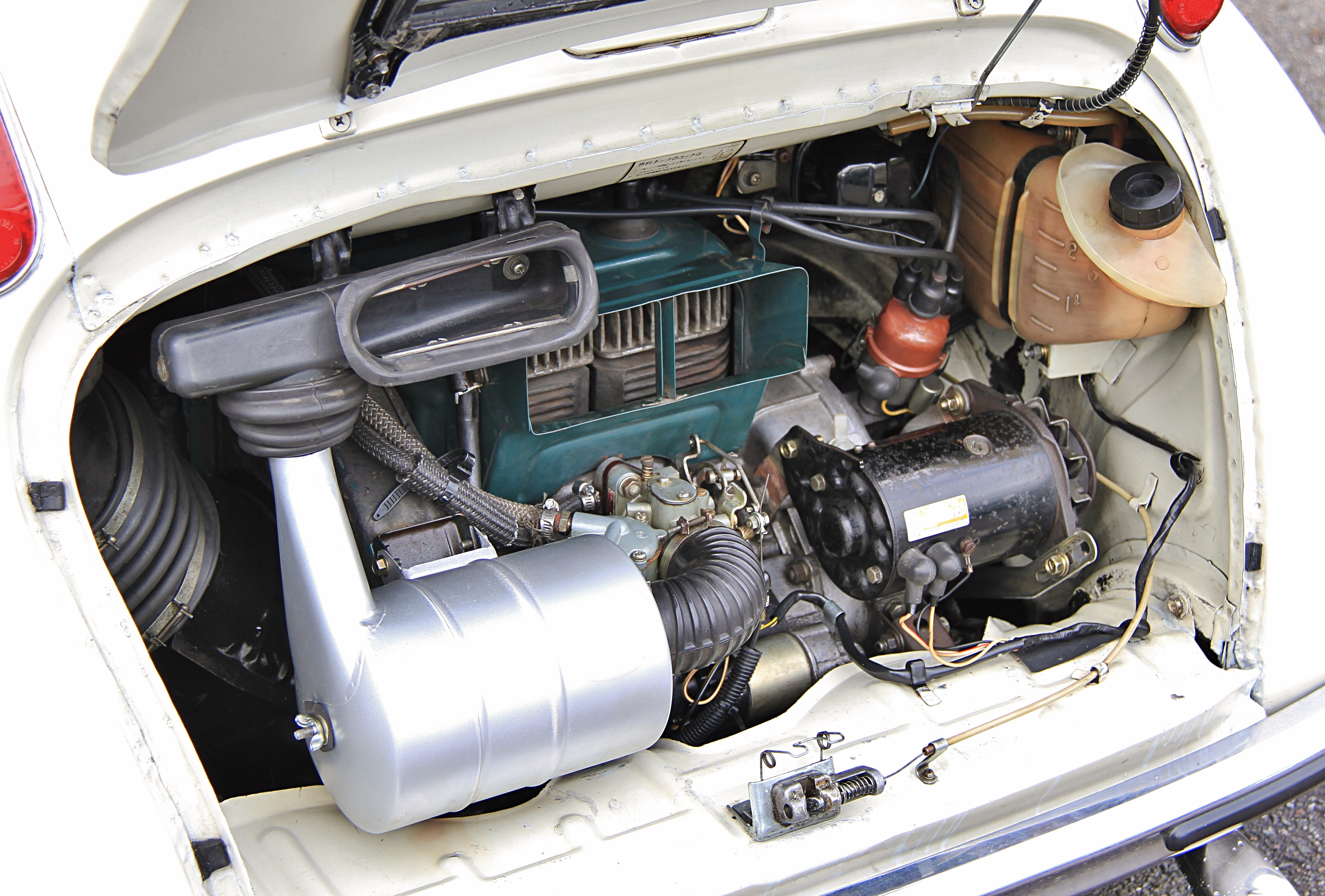
Komora silnika

Samochód napędzany był małym, chłodzonym powietrzem, dwusuwowym, dwucylindrowym silnikiem rzędowym o pojemności 356 cm³ montowanym z tyłu. Było to rozwiązanie nietypowe dla czasów produkcji modelu, większość produkowanych wówczas samochodów używało co najmniej czterocylindrowych silników czterosuwowych chłodzonych cieczą, które montowano z przodu. Dwusuwowy silnik zaadaptowany ze skutera charakteryzuje się mniejszą masą, prostszą budową, łatwiejszym startem w niskich temperaturach oraz większą mocą niż silnik czterosuwowy, dzieje się tak głównie ze względu na to, że cały cykl pracy wykonywany jest w dwóch suwach, a nie w czterech. Silnik taki wytwarza jednak więcej zanieczyszczeń. Podobnie jak w Saabie 93 oraz innych pojazdach z małymi silnikami dwusuwowymi, wymagane było sporządzenie mieszanki oleju z benzyną (należało dolać w odpowiedniej proporcji oleju do baku). Od roku 1967 za zadanie to odpowiadał system smarowania "Subarumatic".

## Osiągi

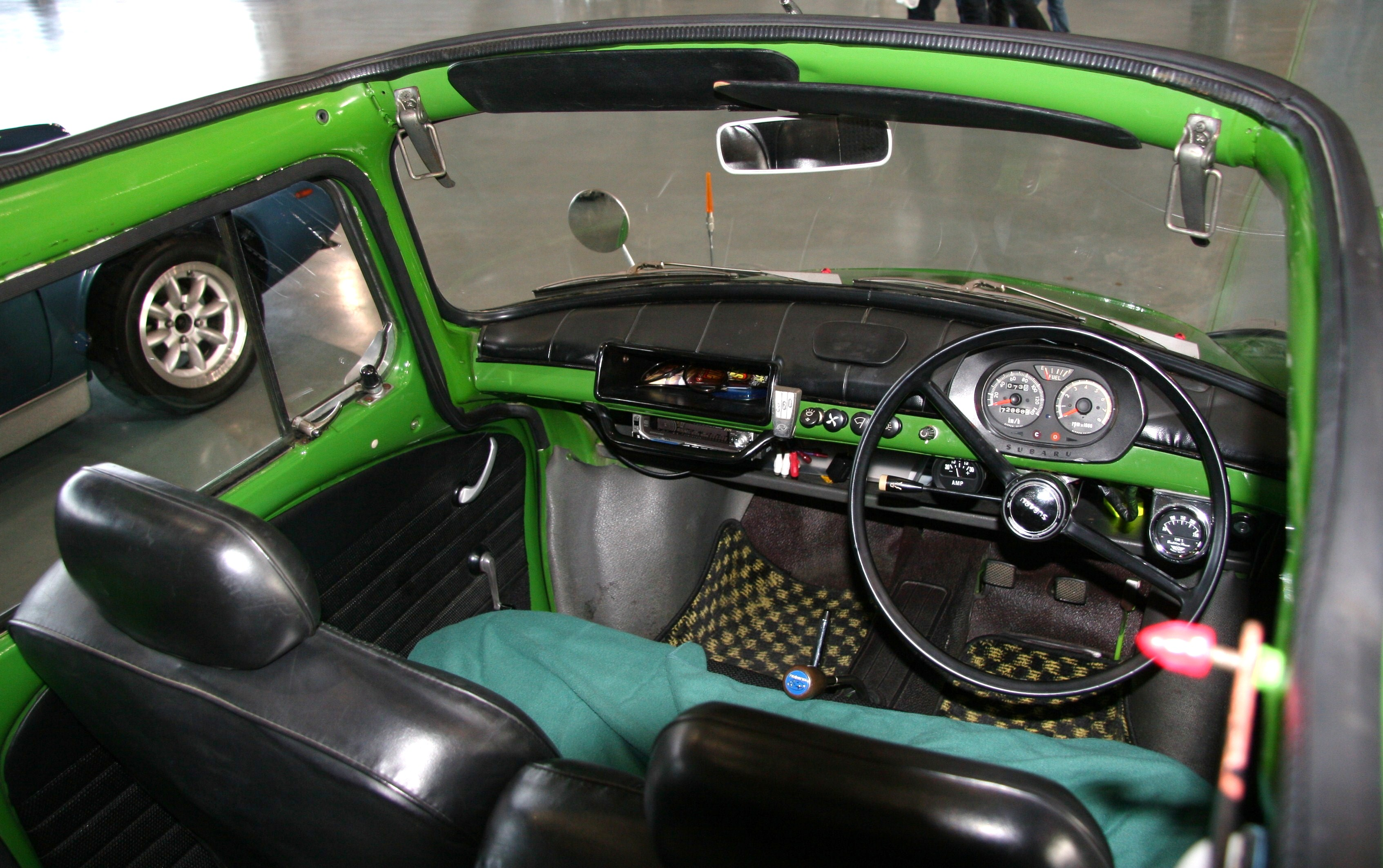
Deska rozdzielcza

Mały silnik w połączeniu z czterobiegową manualną skrzynią biegów pozwalał samochodowi na rozpędzenie się do około 97 km/h (60 mph). Pojazd ważył mniej niż 500 kg, co pozwalało na uzyskanie zużycia paliwa około 3,6 dm³ na 100 km. W teście Consumer Reports czas przyspieszenia od 0 do 50 mil na godzinę (80 km/h) wyniósł 37 s, co w porównaniu z 14,5 s Garbusa wypada dość słabo. W roku 1958, kiedy ruszyła produkcja, silnik generował moc 16,3 KM (12 kW). Pod koniec produkcji moc zwiększona została do 26 KM (19 kW), dostępny był także silnik z dwoma gaźnikami, jego moc szacowano na 36,7 KM (27 kW).